# VAW-117
117ème Escadron de commandement et de contrôle aéroporté
Le Carrier Airborne Early Warning Squadron One One Seven (CARAEWRON 117 ou VAW-117), connu sous le nom de "Wallbangers", est un escadron de Système de détection et de commandement aéroporté de l'US Navy sur le E-2 Hawkeye. Il a été créé le 1er juillet 1974 et il est basé à la Naval Air Station Point Mugu en Californie.
Il est actuellement assigné au Carrier Air Wing Nine (CVW-9) sur le porte-avions USS Abraham Lincoln (CVN-72).

## Historique

### Origine

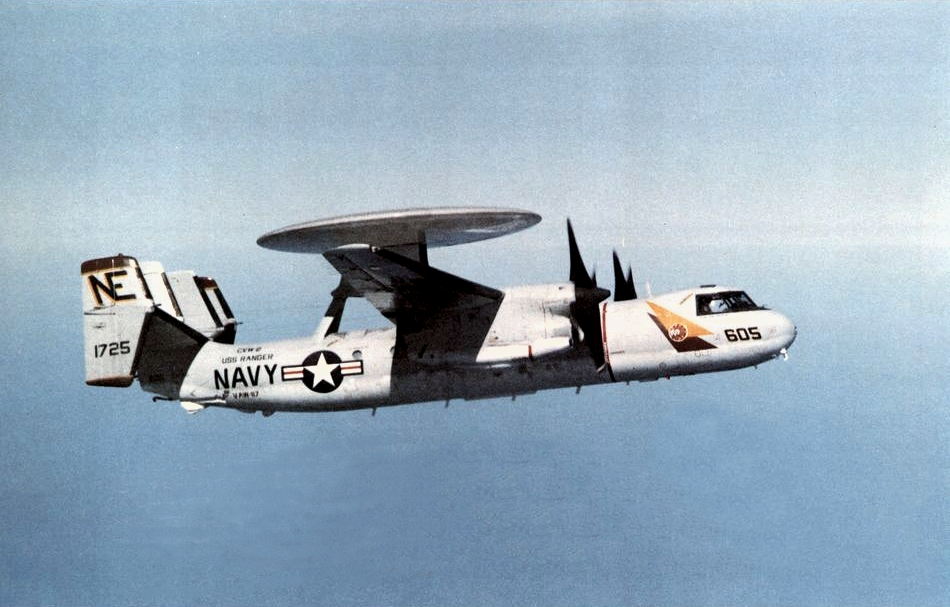
Un E-2B Hawkeye de VAW-117, en 1980

L'escadron a été créé à la NAS North Island, en Californie, le 1er juillet 1974, dans le cadre de la Fighter Early Warning Wing de l'United States Pacific Fleet. L'escadron s'est déployé pour la première fois au sein du Carrier Air Wing Seven, en mer Méditerranée, à bord de l'USS Independence (CV-62).